# Вакуумная техника
Вакуумная техника — совокупность устройств, приборов и тому подобного для создания, поддержания, измерения и использования вакуума в научных, производственных и других целях. К вакуумной технике относятся в частности вакуумные насосы, вакуумная арматура, средства измерения давления (вакуумметры), течеискатели. Вакуумная техника используется в электронике, ядерной энергетике, ускорительной технике, в химической, фармацевтической, пищевой промышленности, в методах получения сверхчистых материалов и так далее.